# Lepadella strepta
Lepadella strepta är en hjuldjursart som beskrevs av Berzinš 1984. Lepadella strepta ingår i släktet Lepadella och familjen Lepadellidae. Inga underarter finns listade i Catalogue of Life.